# Karl Schneider (Pazifist)

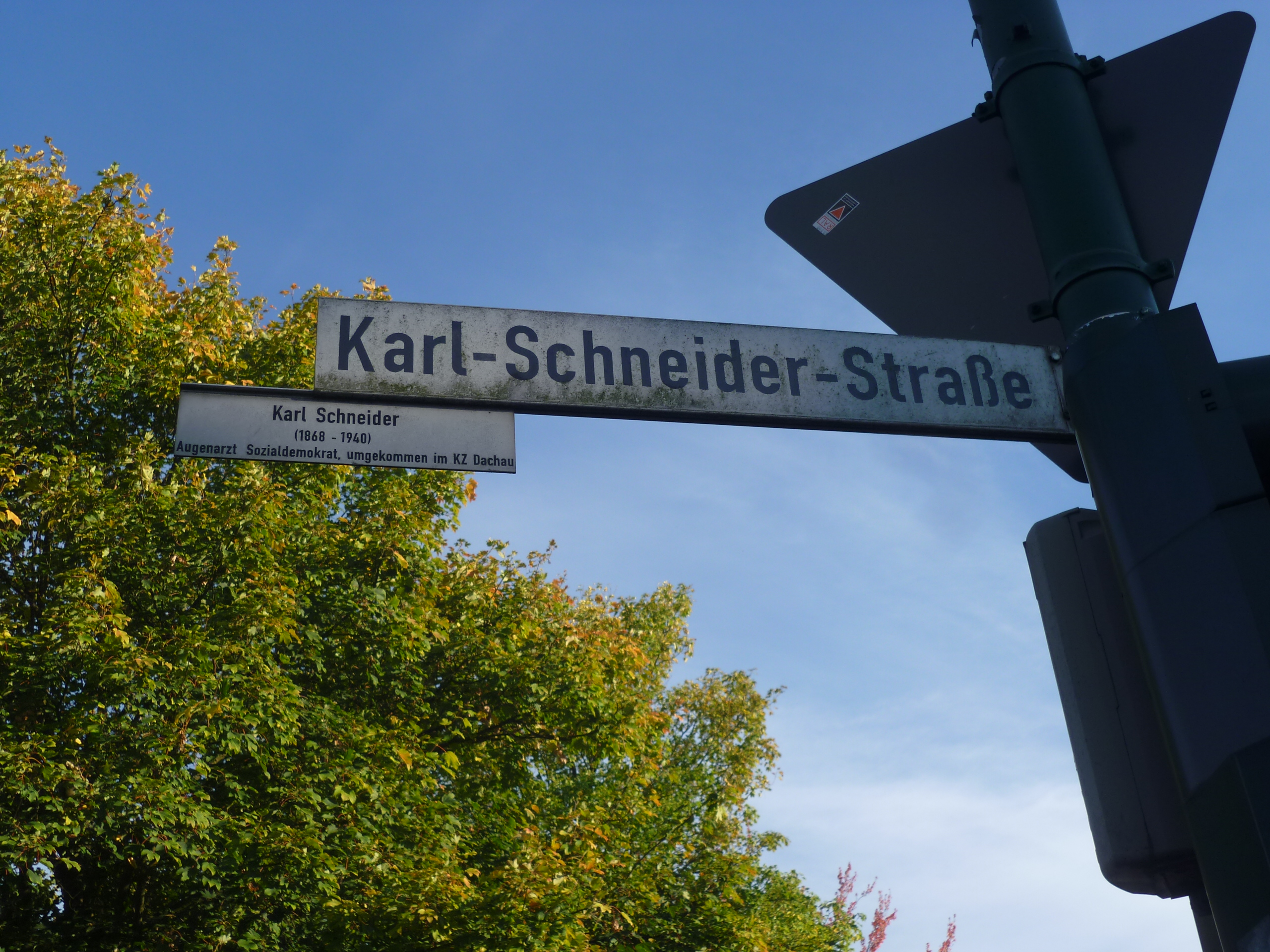
Straßenschild Karl-Schneider-Straße in Neunkirchen mit biografischem Zusatz

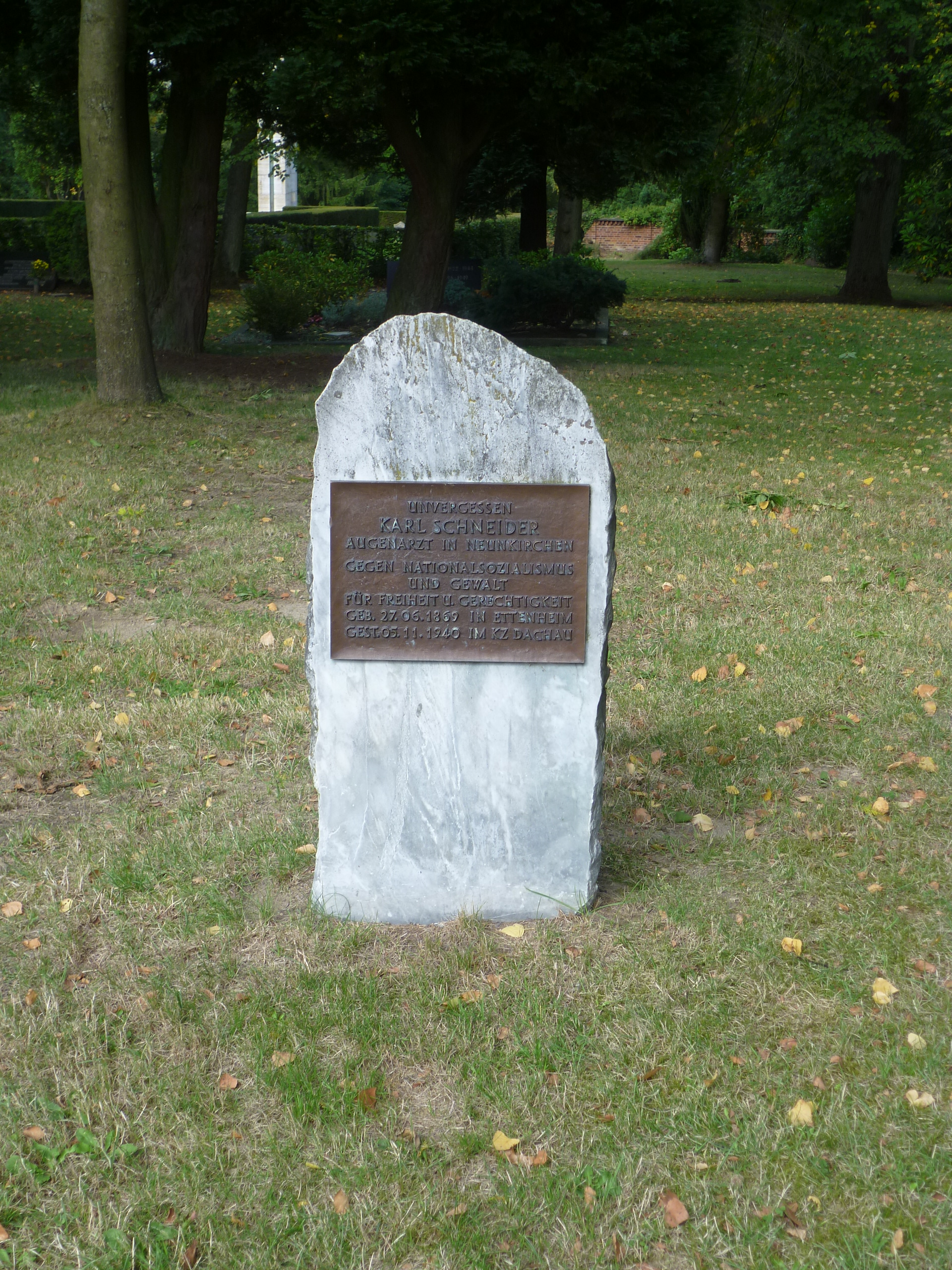
Grabstein auf dem Hauptfriedhof Scheib

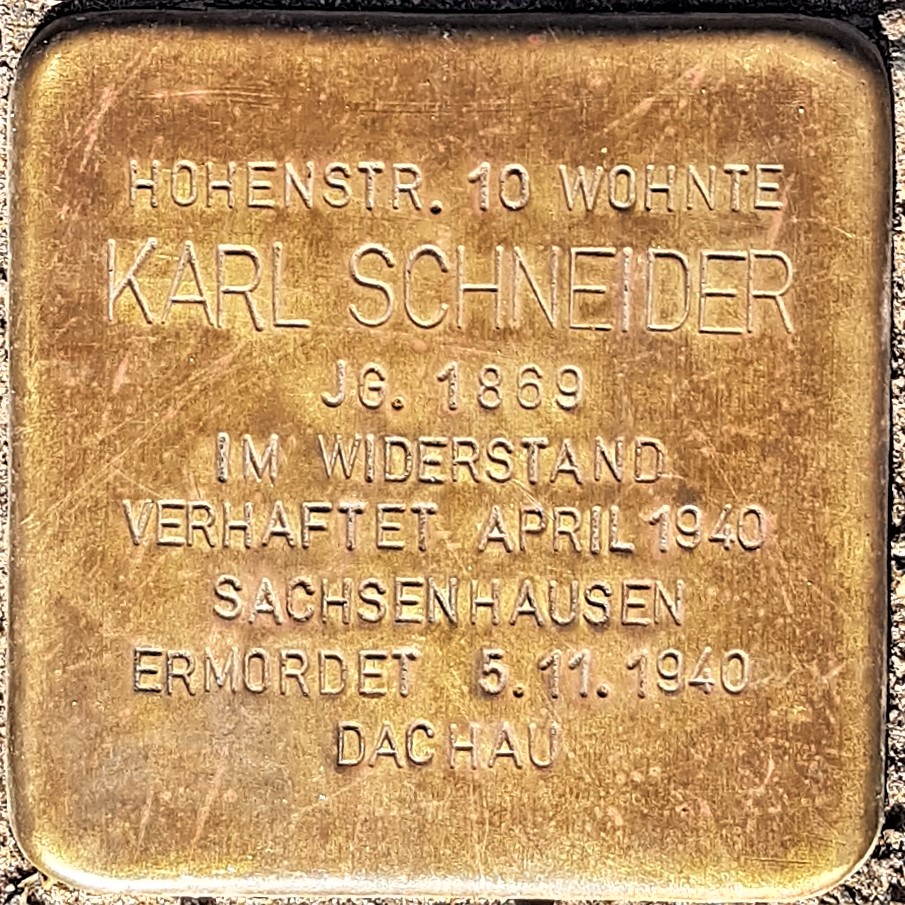
Karl Schneider – Stolperstein

Karl Schneider (* 27. Juni 1869 in Ettenheim; † 5. November 1940 im KZ Dachau) war ein deutscher Augenarzt, Pazifist und Widerstandskämpfer gegen den Nationalsozialismus.

## Leben
Karl Schneider wuchs in einem katholisch-liberalen Elternhaus in Ettenheim auf. Nach dem Abitur studierte er Medizin und spezialisierte sich auf Augenheilkunde. 1898 ließ er sich mit eigener Praxis in Neunkirchen nieder. Er interessierte sich ab der Jahrhundertwende für die aufkeimende Sozialdemokratie und beschäftigte sich mit den Werken von Marx, Engels, Bebel und Kautsky. Nach dem Ersten Weltkrieg begann er sich verstärkt sozialdemokratisch zu engagieren und war während der Novemberrevolution Mitglied des Neunkircher Arbeiter- und Soldatenrats, der von den französischen Truppen am 1. Dezember 1918 aufgelöst wurde. Im Rat war er für Krankenfürsorge und Volkswohlfahrt zuständig. 1919 gehörte Schneider zu den Gründungsmitgliedern der Unabhängigen Sozialdemokratischen Partei Deutschlands (USPD) in Neunkirchen. Bei der Kommunalwahl am 11. Juli 1920 wurde er als Spitzenkandidat der USPD sowohl in den Ottweilerer Kreis- als auch in den Neunkircher Gemeinderat gewählt. Nach der Vereinigung von Teilen der USPD mit der Kommunistischen Partei Deutschlands (KPD) brach er mit seiner alten Partei.
In den nächsten Jahren war Karl Schneider nicht mehr parteipolitisch aktiv, sondern engagierte sich pazifistisch in der Deutschen Liga für Menschenrechte und der Deutschen Friedensgesellschaft. Er schrieb kritische Artikel in der Volksstimme und der Neunkircher Volkszeitung, die sich gegen den Militarismus wendeten. Noch 1934 gründete er zusammen mit Gustav Regler und Friedrich Brokmeier ein „Initiativkomitee für den Kampf um den Frieden“. Im Abstimmungskampf um das Saargebiet blieben Schneiders Bestrebungen jedoch eine Außenseiterposition im linksbürgerlichen Lager.
Nach dem Anschluss des Saargebiets an das Deutsche Reich 1935 wurde Schneider mehrfach bedroht und seine Praxis boykottiert, unter anderem wegen seiner abfälligen Äußerungen über Hitler. So hatte er 1934 auf die Schlussformel Heil Hitler in einer Korrespondenz mit der Ärztekasse Leipzig geantwortet: „Ich bin zwar kein Nervenarzt und kann deshalb euren Hitler nicht ‚heilen‘. Ich bin Augenarzt und steche den Star.“ Schneider blieb dennoch im Saarland. Am 15. April 1940 wurde er von der Gestapo festgenommen, nachdem er schriftlich angefragt hatte, ob es wahr sei, dass die Gestapo Häftlinge foltere. Seine „Schutzhaft“ saß er zunächst im Gefängnis St. Wendel ab, wurde danach ins KZ Sachsenhausen verbracht und anschließend am 3. September 1940 ins KZ Dachau verlegt. Am 5. November 1940 verstarb er dort unter ungeklärten Umständen.
1948 wurde die Karl-Schneider-Straße in Neunkirchen nach ihm benannt. Vor dem 15. August 2012 benannte auch sein Geburtsort Ettenheim eine Straße nach ihm in anderer Schreibweise, die Carl-Schneider-Straße.
2020 wurde in Neunkirchen an der Ecke Karl-Schneider-Straße/Brückenstraße ein Stolperstein für ihn verlegt.